# Farkas Anny
Farkas Anny Frank Anna; Farkas Anni (Budafok, 1920. szeptember 17. –) Jászai Mari-díjas magyar színésznő.

## Életpályája
Budafokon született, 1920. szeptember 17-én. 16 évesen lépett először színpadra a budafoki Vasasnál. 20 évesen tett színészvizsgát a kamara előtt és 1940-ben Munkácsra szerződött. 1941-től is vidéki színházakban lépett fel. Játszott Kassán, Szegeden, Nagyváradon, Pécsen, Győrben, Sopronban, Kecskeméten. 1951-től a szolnoki Szigligeti Színház színésznője volt. 1956-tól Kaposváron, 1962-től a Veszprémi Petőfi Színházban játszott. 1969-től 1976-ig, nyugdíjazásáig ismét a kaposvári Csiky Gergely Színház művésznője volt. Szubrettként kezdte pályáját, később karakterszerepeket alakított nagy mesterségbeli tudással. 1959-ben Jászai Mari-díjat kapott.

## Fontosabb színházi szerepei
- William Shakespeare: Vízkereszt... Mária
- Carlo Goldoni: Mindenki jegyben jár avagy a chioggiai csetepaté... Libera, Fortunato felesége
- Alekszandr Szergejevics Puskin: Borisz Godunov... kocsmárosné
- Nyikolaj Vasziljevics Gogol: A revizor... a polgármester leánya
- Bertolt Brecht: Koldusopera... Peacockné
- Lev Nyikolajevics Tolsztoj – Erwin Piscator: Háború és béke... Marja, Andrej húga
- George Bernard Shaw: Pygmalion... Lizi
- William Somerset Maugham: Talpig úriasszony... Martha
- Georges Feydeau: Oszrigás Mici... Osztrigás Mici
- Victorien Sardou – Émile de Najac: Váljunk el!... Cyprienne, Des Prunelles felesége
- Victorien Sardou – Émile Moreau: A szókimondó asszonyság... Katrin, mosónő, később danzigi hercegnő
- Csiky Gergely: A nagymama... Szerémy grófnő
- Csiky Gergely: Mákvirágok (Ingyenélők)... Borcsa, szakácsnő
- Szigligeti Ede: Liliomfi... Erzsi
- Vörösmarty Mihály: Csongor és Tünde... Ilma
- Jókai Mór – Török Tamás: Szegény gazdagok – Fatia Negra története... Kengyelesy grófné
- Móricz Zsigmond: Nem élhetek muzsikaszó nélkül... Pepi néni
- Heltai Jenő: A néma levente... Gianetta, Zilia barátnője
- Molnár Ferenc: Olympia... Eugénia
- Németh László : Nagy család... Klára, segédházfelügyelő
- Németh László: Nagy család (II. rész)... Klára
- Németh László: Papucshős... Erzsike, Éber felesége
- Tabi László – Szigligeti Ede: Párizsi vendég... Babette; Thusnelda grófnő
- Kállai István: Majd a papa... Bori
- Gyárfás Miklós: Kisasszonyok a magasban... Zsófia, a családfő kisasszony
- Barabás Tibor – Gádor Béla: Állami Áruház... Boriska
- Romhányi József: Hamupipőke... Hétzsákné, kapzsi asszony
- Szinetár György: Új mesék az írógépről... Vilma, Honti felesége
- Hámos György: Aranycsillag... Zsuzsi
- Kodály Zoltán: Háry János... Örzse
- Iszaak Oszipovics Dunajevszkij: Szabad szél... Pepita
- Ifj. Johann Strauss: Bécsi diákok... Körner Léni
- Jacques Offenbach: Gerolsteini nagyhercegnő... Eszti
- Huszka Jenő: Mária főhadnagy... Panni
- Farkas Ferenc: Csínom Palkó... Koháryné
- Kacsóh Pongrác: János vitéz... Iluska
- Szirmai Albert – Bakonyi Károly – Gábor Andor: Mágnás Miska... Marcsa
- Ábrahám Pál: Viktória... Riquette; Pali néni
- Jacobi Viktor: Leányvásár... Bessy
- Jacobi: Sybill... Sarah
- Kálmán Imre: Cigányprímás... Commercy grófnő
- Kálmán Imre: Csárdáskirálynő... Cecília, Leopold Mária herceg felesége
- Kálmán Imre: Montmartre-i ibolya... Ninon
- Kálmán Imre: Marica grófnő... Lenke, színésznő
- Lehár Ferenc: Luxemburg grófja... Mme Fleury
- Lehár Ferenc: Cigányszerelem... Körösházi Ilona
- Eisemann Mihály: Bástyasétány 77... Tini
- Méray Tibor – Békeffi István – Kellér Dezső: Palotaszálló... Mici
- Csizmarek Mátyás: Boci-boci tarka... Rozika, Kosorrú cselédje
- Sós György: Pettyes... Annus, Istók Vencel lánya
- Szántó Armand – Szécsén Mihály – Fényes Szabolcs: Paprikáscsirke... Julis, a szobalány
- Siegfried Geyer: Gyertyafénykeringő... Mária
- Innocent-Vincze Ernő – Kállai István – Szenes Iván: Tavaszi keringő... Piri
- Kaszó Elek – Tóth Miklós – Hajdu Júlia: Füredi komédiások... Duduczné
- Oscar Straus: Varázskeringő... Friderika főkamarásnő
- Paul Burkhard: Tűzijáték... Berta, Fritz bácsi felesége
- Jurij Szergejevics Miljutyin: Nyugtalan boldogság... Tánja; Kapitolina
- Pjotr Andrejevics Pavlenko: Boldogság... Zsurina Léna
- Vlagyimir Vlagyimirovics Scserbacsov: Dohányon vett kapitány... Niniche
- Nyikolaj Nyikolajevics Nyikitin: A falusi tanács titkára... Sura
- Nyikolaj Mihajlovics Gyakonov: Házasság hozománnyal... Ljuba
- Heinz Bolten-Baeckers: Luna asszony... Mathilde Pusebach
- Eduard Lunzer – Josef Klein: Diadalmas asszony... Sonja, markotányosnő
- Georg Okonkowski: Az ártatlan Zsuzsi... Clementine, Felseneck báró felesége
- Ernst Nebhut: Ketten Párizsban... Karin, Venergren felesége
- Albert Maltz: A világ legboldogabb embere... Tánckettős
- A. M. Swinarski: Szűzek lázadása... Sapphó, volt költőnő és micsoda királyi asszony!
- Françoise Sagan: Ájult ló... Felicity Chesterfield
- Abay Pál: Piros jaguár... Macsekné
- Abay Pál: Ne szóljatok bele!... Sasházi Ottilia, színésznő és liftkezelő
- Abay Pál: Szeress belém!... Zsóka, a nem tipikus titkárnő
- Földes Mihály: Mélyszántás... Eszti
- Fejér István – György László: Szoba nincs... Katica
- Rácz György: Ólommérgezés... A csodadizőz
- Szűcs György: Elveszem a feleségem... Piri
- Sólyom László: Holnapra kiderül... Hilda, Lontay felesége
- Háray Ferenc: Erdei tündér... Cigányasszony
- Grimm fivérek: Hamupipőke... Gőgösné; Kelekótya Peti
- Grimm fivérek: Hófehérke és a 7 törpe... Kuka
- Grimm fivérek: Piroska és a farkas... Piroska
- Halász Szabolcs: Tizenkét lakáskulcs... Csabainé